# Ванинский район
Ва́нинский райо́н — административно-территориальная единица (район) и муниципальное образование (муниципальный район) в Хабаровском крае Российской Федерации.
Административный центр — посёлок городского типа Ванино, расположен на расстоянии 560 км от Хабаровска.

## География
Ванинский район расположен между 48°52' и 51°05' северной широты, 138°37' и 140°41' восточной долготы, занимает юго-восточную часть края по побережью Татарского пролива и простирается с севера на юг на 245 км. Протяжённость территории с запада на восток колеблется от 90 до 155 км. Общая площадь района 25 910 км².
Район расположен на двух крупных тектонических разломах, что говорит о незавершенности геологического формирования территории и отсутствия плодородных почв.
Его границы проведены по осевым линиям водоразделов, отделяющим речную систему Ванинского района от речных систем Ульчского района (на севере), Комсомольского и Нанайского (на западе) и Советско-Гаванского (на юге). На востоке территория района ограничена побережьем Татарского пролива от п. Ванино до мыса То. Гидрографическая сеть района густая, реки горного типа с быстрым течением (1-3 м/сек).
Наивысшая точка района — гора Командная (1628 м над уровнем моря), расположена в центре хребта Большой Кит; также здесь находится вершина Пинда. По горе Быгда проведена граница между Комсомольским и Ванинским районами, по горе Таунга — граница с Нанайским районом. Крупнейшие реки Ванинского района — Тумнин, имеющая протяжённость свыше 364 километров и Хуту — 230 км.
Ванинский район приравнен к районам Крайнего Севера.

## История

### XIX век
Первые русские на территории современного Ванинского района появились в мае 1853 года. Это были члены Амурской экспедиции (1851—1855 годов), сподвижники Невельского Геннадия Ивановича: Николай Константинович Бошняк, Кир Белохвостов, Семён Парфентьев, Иван Моисеев.
На нивхской лодке они подошли к селению Сюркум. Здесь стояло всего две юрты орочей. Описав этот мыс до мыса Датта, Бошняк и его спутники вошли в устье реки Тумнин (Тумчжин), описали, спустились к селению Дюанка (Джуанка) прошли к бухте Сторож и остановились в селении Уй — в переводе с орочского означает тихое, спокойное место.
Сейчас эти открытия считаются открытием бухты Ванина. Именно Бошняк обратил внимание на её удобное расположение, на возможность по р. Тумнин обеспечивать торговые связи. Они первыми сделали попытку продолжить сухопутный путь от Константиновского поста до Николаевского.
С 1854 года большое количество ученых внесли свой вклад в изучение района, определение его экономических ресурсов и возможностей для дальнейшего развития. Это: Шренк Л.И (1854); Венюков М. И. (1857); Будищев (1867); Большев Л. А. (1874); Леонтьевич С. (1894, составлен орочско-русский словарь); Иванов Д. В. (1894—1895); Эдельштейн Я. С. (1897—1901).
В 1874 году на побережье Татарского пролива была направлена экспедиция Логвина Андреевича Большева, партия топографов. В их задачу входило: произвести инструментальную съёмку прибрежной полосы от залива Рында до залива Де Кастри.
Из рапорта начальника экспедиции 1874 года Л. А. Большева опубликованного в журнале «Источник» 5\1995: «Чинами экспедиции был снят берег от залива Пластун до залива Де-Кастри, где допускала местность до 16 верст вглубь от берега. Собраны коллекции минералов, растений и насекомых. Составлено подробное статистическое описание занятой полосы…»
В своём рапорте полковник Л. А. Большев несколько раз упоминает имя топографа Ванина. В конце рапорта он перечисляет участников экспедиции, и под двенадцатым номером значится: Топограф унтер-офицерского звания Ванин Иаким Клементьевич. (ранее считалось, что топографическую съёмку произвёл Ванин Василий Климович)
В результате этой экспедиции на карте Татарского пролива появилась бухта Ванина (в дальнейшем и порт Ванино).

### XX век
После получения своего нынешнего имени бухта Ванина многие десятилетия жила тихой, размеренной и захолустной жизнью. Постоянно здесь жили только орочи и удэгейцы. «Бухта Ванина пустынна, и в ближайшие 100 лет для неё не предвидится никаких перспектив». — запись японских географов в лоции Татарского пролива (1926 г.).
В 1943 году через реки, болота, горы и неприступную тайгу начали прокладывать железную дорогу из Комсомольска-на-Амуре до бухты Ванино. Чтобы она была построена в кратчайшие сроки и вовремя сдана в эксплуатацию, Сталин подписал семь постановлений ГОКО, которые обязывали сотни тысяч человек всё исполнить точно и в срок. В 1945 году, менее чем за два года, все строительные работы были завершены. Сделали это 130 тысяч заключённых, ссыльных, военных, коммунистов, комсомольцев и вольнонаёмных.
По железной дороге к морским судам, стоящим у новых причалов самого молодого советского порта в бухте Ванина, шли день и ночь тысячи вагонов с оборудованием, продуктами питания, техникой и солдатами для ведения военных действий против милитаристской Японии.
После войны значимость Ванинского порта с каждым годом возрастала. В районе быстрыми темпами строились лесозаготовительные, золотодобывающие, рыбопромышленные и социально-бытовые предприятия, вырастали новые рабочие посёлки.
В истории посёлка Ванино были и печальные страницы. Много здесь построено руками заключённых. В посёлке размещалась пересыльная тюрьма для осуждённых, которых увозили на Колыму и Магадан. Сотни тысяч отъявленных уголовников и много политических заключённых прошли здешнюю пересыльную тюрьму. Среди них были выдающиеся учёные, писатели, военачальники и руководители производства, инженеры, специалисты в различных областях знаний. Пересылка просуществовала до 1953 года. Эти трагические события отражены в народной песне «Я помню тот Ванинский порт …».
Долгое время посёлок порта Ванино был населённым пунктом Советско-Гаванского района; жителям для решения хозяйственных и бытовых вопросов приходилось ездить в город, затрачивая много времени и средств. 5 июня 1958 года решением Хабаровского крайисполкома посёлок Ванино был выделен из городской черты города Советская Гавань и отнесен к категории рабочих посёлков; вскоре после этого были проведены первые выборы в Ванинский поселковый совет депутатов трудящихся, а 31 августа 1958 года состоялась первая сессия Ванинского поселкового совета, на которой председателем депутаты выбрали Владимира Ильича Цинкалова.
С годами возник и вопрос о создании нового района в Хабаровском крае — Ванинского. Основным доводом в пользу такого решения была большая протяжённость Советско-Гаванского района, из-за которой «терялась оперативность руководства».
Указом Президиума Верховного Совета РСФСР от 27 декабря 1973 года в Хабаровском крае образован Ванинский район с центром в рабочем посёлке Ванино. Первым председателем райисполкома стал Ефременко Николай Александрович.
В состав района вошли переданные из Советско-Гаванского района рабочие посёлки Ванино, Высокогорный, Октябрьский и сельсоветы Даттинский и Устькинский. В 1974 году был образован Тулучинский сельсовет.
В 1982 году Устькинский сельсовет был переименован в Уська-Орочский сельсовет. В 1984 году образованы Токинский и Тумнинский сельсоветы. В 1988 году образован Кенадский сельсовет. В 1991 году образован Монгохтинский сельсовет.

## Население
| 1979    | 1989    | 1992    | 2000    | 2002    | 2004    | 2005    |
| ------- | ------- | ------- | ------- | ------- | ------- | ------- |
| 43 576  | ↗51 428 | ↗51 900 | ↘46 700 | ↘42 235 | ↘42 127 | ↘41 600 |
| 2006    | 2007    | 2008    | 2009    | 2010    | 2011    | 2012    |
| ↘41 194 | ↘40 769 | ↘40 575 | ↘40 193 | ↘37 310 | ↘37 145 | ↘36 732 |
| 2013    | 2014    | 2015    | 2016    | 2017    | 2018    | 2019    |
| ↘36 115 | ↘35 291 | ↘34 873 | ↘34 316 | ↘33 917 | ↘33 367 | ↘33 018 |
| 2020    | 2021    | 2023    | 2024    | 2025    |         |         |
| ↘32 668 | ↗34 562 | ↘34 071 | ↘33 535 | ↘33 201 |         |         |

Население района по переписи 2002 год составило 42 235 человек (4-е место среди районов края — после Хабаровского, Амурского и Советско-Гаванского районов). Из них 21 627 мужчин и 20 608 женщин. На 2009 год население оценивается в 40 193 человека. Крупнейшие населённые пункты района: пгт Ванино (18 210 человек), пгт Октябрьский (6 176), п. Монгохто (4 372), пгт Высокогорный (3 841).

###### Национальный состав
|          | 2010   | (%)    |
| -------- | ------ | ------ |
| Русские  | 33 875 | 90,79  |
| Украинцы | 936    | 2,51   |
| Татары   | 288    | 0,77   |
| Другие   | 2 211  | 5,93   |
| Итого    | 37 310 | 100,00 |

### Урбанизация
В городских условиях (рабочие посёлки Высокогорный и Ванино) проживают 57,15 % населения района.

## Муниципально-территориальное устройство
В Ванинский муниципальный район входят 10 муниципальных образований нижнего уровня, в том числе 3 городских и 7 сельских поселений:
| №        | Муниципальное образование | Административный центр       | Количество населённых пунктов | Население | Площадь, км² |
| -------- | ------------------------- | ---------------------------- | ----------------------------- | --------- | ------------ |
| 1e-06    | Городское поселение:      |                              |                               |           |              |
| 1        | Высокогорненское          | рабочий посёлок Высокогорный | 5                             | ↘2458     | 956,00       |
| 2        | Рабочий посёлок Ванино    | рабочий посёлок Ванино       | 1                             | ↘17 142   | 31,22        |
| 3        | Посёлок Октябрьский       | рабочий посёлок Октябрьский  | 1                             | ↘6037     | 122,00       |
| 3.000002 | Сельское поселение:       |                              |                               |           |              |
| 4        | Даттинское                | село Датта                   | 2                             | ↗682      | 540,00       |
| 5        | Кенадское                 | посёлок Кенада               | 2                             | ↘621      | 920,00       |
| 6        | Посёлок Монгохто          | посёлок Монгохто             | 1                             | ↘3118     | 320,00       |
| 7        | Посёлок Токи              | посёлок Токи                 | 1                             | ↗2209     | 56,00        |
| 8        | Тулучинское               | посёлок Тулучи               | 3                             | ↘514      | 432,00       |
| 9        | Посёлок Тумнин            | посёлок Тумнин               | 1                             | ↗875      | 364,00       |
| 10       | Уська-Орочское            | село Уська-Орочская          | 3                             | ↗562      | 408,00       |

### Населённые пункты
В Ванинском районе 19 населённых пунктов, том числе 3 городских (пгт) и 16 сельских.
| №  | Населённый пункт   | Тип             | Население | Муниципальное образование                   |
| -- | ------------------ | --------------- | --------- | ------------------------------------------- |
| 1  | Акур               | посёлок станции | ↘20       | Тулучинское сельское поселение              |
| 2  | Акурский совхоз 38 | посёлок         | ↘0        | Тулучинское сельское поселение              |
| 3  | Ванино             | пгт             | ↘16 617   | Рабочий посёлок Ванино, городское поселение |
| 4  | Высокогорный       | пгт             | ↘2357     | Высокогорненское городское поселение        |
| 5  | Датта              | посёлок станции | ↘7        | Высокогорненское городское поселение        |
| 6  | Датта              | село            | ↗679      | Даттинское сельское поселение               |
| 7  | Дюанка             | село            | ↘3        | Даттинское сельское поселение               |
| 8  | Кенада             | посёлок         | ↘610      | Кенадское сельское поселение                |
| 9  | Косграмбо          | посёлок станции | ↘1        | Высокогорненское городское поселение        |
| 10 | Кото               | посёлок станции | ↘11       | Кенадское сельское поселение                |
| 11 | Кузнецовский       | посёлок станции | ↘0        | Высокогорненское городское поселение        |
| 12 | Монгохто           | посёлок         | ↘3114     | Сельское поселение «Посёлок Монгохто»       |
| 13 | Октябрьский        | пгт             | ↘5985     | Посёлок Октябрьский, городское поселение    |
| 14 | Оунэ               | посёлок станции | ↘6        | Высокогорненское городское поселение        |
| 15 | Токи               | посёлок         | ↗2209     | Сельское поселение «Посёлок Токи»           |
| 16 | Тулучи             | посёлок         | ↘494      | Тулучинское сельское поселение              |
| 17 | Тумнин             | посёлок         | ↗875      | Сельское поселение «Посёлок Тумнин»         |
| 18 | Уська-Орочская     | село            | ↘562      | Уська-Орочское сельское поселение           |
| 19 | Хуту               | село            | ↘0        | Уська-Орочское сельское поселение           |

Упразднённые населённые пункты:
- 2000 год — поселки при станции Откосная и Джигдаси, село Чипсари, Казарма 310 км[37].
- 2024 год — село Уська-Русская.